# Shakespeare für Anfänger
Shakespeare für Anfänger ist eine britische Filmkomödie aus dem Jahr 2016.

## Handlung
Sir Michael Gifford ist ein Theaterschauspieler, der sich vor allem als Shakespearedarsteller einen Namen gemacht hat. Mittlerweile ist er an Parkinson erkrankt und inkontinent. Seine Tochter Sophia und eine ehemalige Geliebte, Milly, kümmern sich um ihn. Keine der Frauen kommt aber gut mit dem egozentrischen alten Herrn aus, der zu Wutausbrüchen neigt, sich in Selbstmitleid ergießt und einfach unleidlich ist. Die junge Ungarin Dorottya, die Schauspielerin werden will und gerne von Sir Michael unterrichtet würde, sorgt liebevoll und einfühlsam für ihn. Durch ihre offene, direkte Art und ihre gemeinsamen Liebe zu Shakespeare haben sie einen Draht zueinander.
Als Sir Michael von der Great Britain Critcs’ Guild für sein Lebenswerk ausgezeichnet werden soll, bereitet er sich für die Preisverleihung vor. Er rezitiert aus dem Gedächtnis Texte aus Shakespeares King Lear, der von seinen beiden ältesten Töchtern übel behandelt wurde, und der nun über Leben, Sterben und den Tod sinniert. Als „Generalprobe“ dient ein Auftritt im Altersheim, in dem er mit Dorottya als seine jüngste Tochter Cordelia eine Szene aus King Lear spielt und die betagten Zuschauern fast zu Tränen rührt.
Sophia, die ihm nicht traut, ihn für unberechenbar und peinlich hält, möchte seinen Auftritt bei der Preisverleihung verhindern und den Preis an seiner Stelle entgegennehmen. Als Dorottya ihn ermutigt, den Preis doch selbst abzuholen, wird sie von Sophia entlassen. Sir Michael ist empört, er tobt und schafft sich in seiner Rage Luft mit den Worten des tief verletzten Lear, erleidet dabei einen Herzanfall und wird ins Krankenhaus eingeliefert. Er kommt aber recht schnell wieder auf die Beine. Als seine Tochter an seiner Stelle den Preis entgegennehmen will, erscheint er selbst in bester Laune auf der Bühne, bedankt sich bei ihr, schickt sie dann weg und legt einen makaber-brillanten Auftritt hin.

## Veröffentlichung
Die Premiere des Films gab es am 3. Januar 2016 auf dem Palm Springs International Film Festival. In Deutschland erschien der Film am 8. Juni 2017 als DVD.

## Besetzung und Synchronisation
Die deutschsprachige Synchronisation des Films entstand bei der PPC Studio GmbH in Hamburg. Das Dialogbuch schrieb Bärbel Hinninger, Dialogregie führte Gerd Naumann.
| Rolle               | Darsteller        | Synchronsprecher   |
| ------------------- | ----------------- | ------------------ |
| Dorottya            | Coco König        | Coco König         |
| Sir Michael Gifford | Brian Cox         | Bernd Stephan      |
| Freddy              | Maitland Chandler | Manfred Liptow     |
| Dolly               | Ruth Posner       | Gerlinde Dillge    |
| Mrs. Trudeau        | Selina Cadell     | Marianne Bernhardt |
| Onkel Ferenczi      | Andor Lukáts      | Henry König        |
| Sophia              | Emilia Fox        | Marion von Stengel |
| Wanda               | Emily Bevan       | Melanie Isakowitz  |
| Joseph              | Karl Johnson      | Peter Weis         |
| Dr. Satterthwaite   | Andrew Havill     | Konstantin Graudus |
| Milly               | Anna Chancellor   | Ilka Teichmüller   |
| Schüler             | William Moore     | Jesse Grimm        |
| Schauspielprüfer    | Paul Bown         | Eberhard Haar      |
| Schauspielprüferin  | Julia Dearden     | Dagmar Dreke       |
| Gastwirt            | Richard Ridings   | Helmut Krauss      |
| Arzt                | Tom Wontner       | N. N.              |
| Krankenschwester #1 | Talya Harris      | Franciska Friede   |
| Krankenschwester #2 | Annabel Bates     | Jenny Löffler      |
| Moderator           | Adam Morris       | Robert Kotulla     |
| Roger Moore         | Roger Moore       | Lothar Blumhagen   |

## Kritik
Die Deutsche Presse-Agentur bezeichnet den Film, in einem bei Focus Online abgedruckten Artikel, als eine „charmante und zuweilen herzerweichende Dramödie“, bei der auch die Shakespeare-Fans auf ihre Kosten kämen. Sie lobt die Leichtigkeit und den Humor des Films, die „großartigen Dialogen voller Wortwitz“ und vor allem die Leistung der beiden Hauptdarsteller, die sich gekonnt die Bälle zuspielten.
Thorleiv Nicolai Klein bewertet die Komödie bei Film-rezensionen.de mit 8 von 10 möglichen Punkten und nennt sie „ein greifbares Drama, dass durch seine authentische Art und herzerwärmende Erzählung die Freundschaft zweier Menschen und ihrer Liebe zum Theater mit Bravour einfängt.“